# Untaš-Napiriša

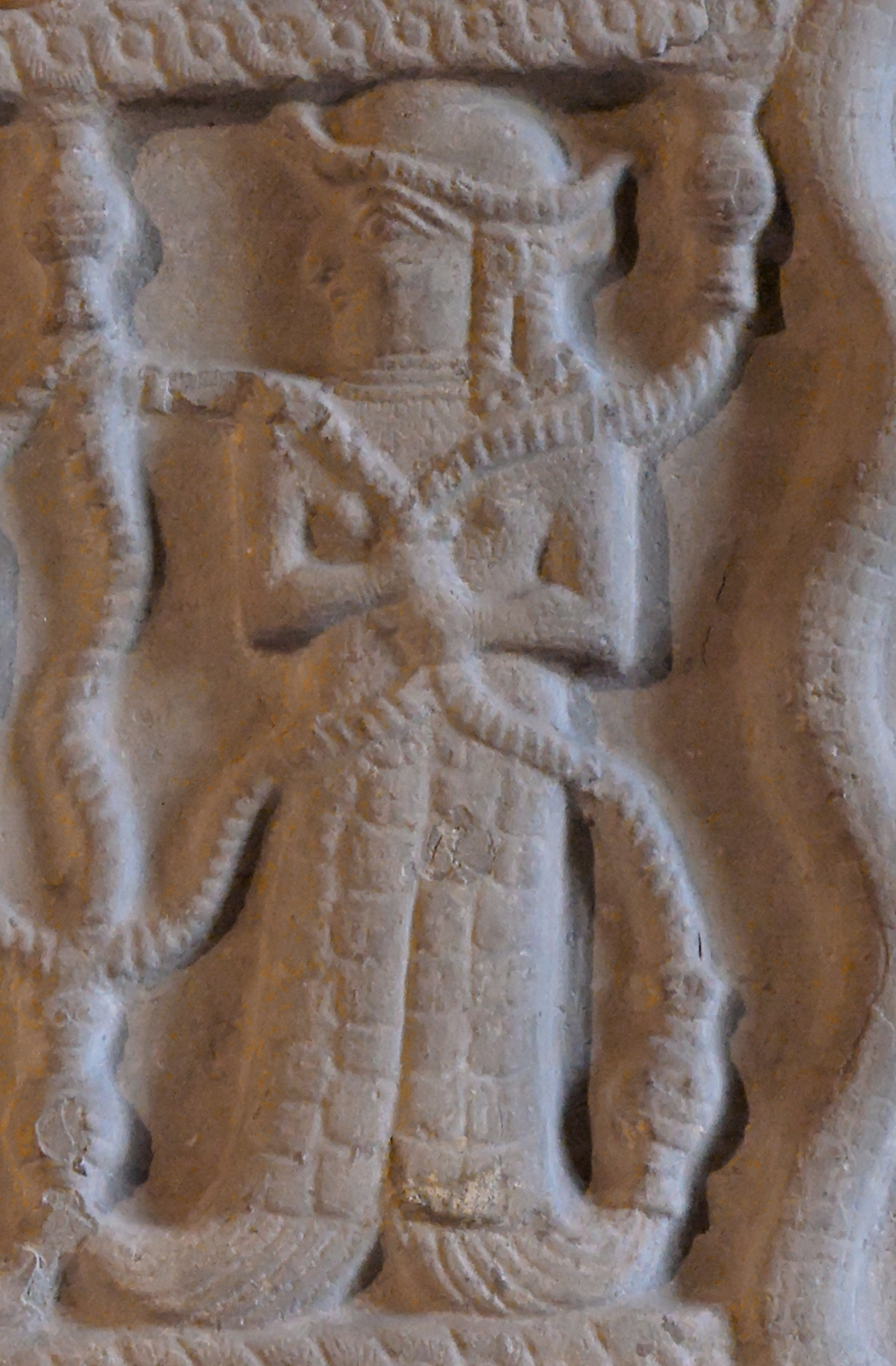
Stele des Untaš-Napiriša, die ihn zwischen zwei Frauen darstellt, Louvre

Untaš-Napiriša (gesprochen Untasch-Napirascha) war ein König von Elam, der etwa um 1275 bis 1240 v. Chr. regierte. Er war der Sohn von Ḫumban-numena I., seinem Vorgänger, und dessen Frau, deren Name nicht überliefert ist, die jedoch eine Tochter des babylonischen Königs Kurigalzu I. war. Eine oder sogar die Hauptgemahlin von Untaš-Napiriša mit dem Namen Napir-Asu ist von einer fast lebensgroßen Bronzestatue, die sich in Susa fand, bekannt. Sie war eventuell die Tochter des babylonischen Königs Burna-buriaš II. Dieses Bronzebildwerk gilt heute als eines der Hauptwerke elamischer Kunst.
Untaš-Napiriša renovierte viele Tempel in Elam, darunter 20 allein in der alten Hauptstadt Susa. Dazu gehören der Tempel der Pinikir, in dem er auch eine goldene Statue der Pinikir stiftete, und der Tempel des Inšušinak, wo er die Zikkurat ausbaute.
Seine bedeutendste Tat war jedoch die Gründung der neuen Hauptstadt Dur-Untaš, des heutigen Tschoga Zanbil. Hier ist der Herrscher anscheinend auch begraben worden, jedenfalls fanden sich in einem Palast der Stadt unterirdische Grüfte, die sehr wohl für den Herrscher und seine Familie bestimmt gewesen sein könnten.